# Leonhard Brockmann

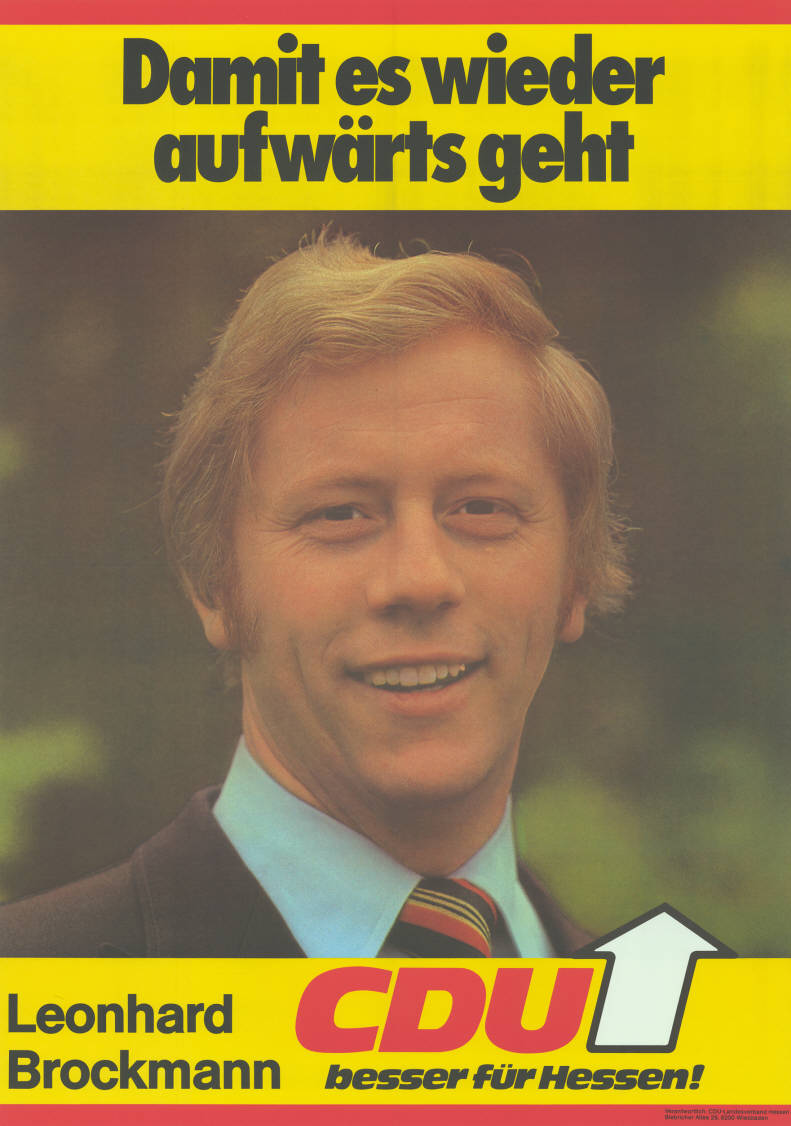
Leonhard Brockmann auf einem Wahlplakat zur Landtagswahl 1982

Leonhard Brockmann (* 24. Juni 1935 in Dülmen; † 25. November 2015) war ein deutscher Politiker (CDU). Er saß im Hessischen Landtag.

## Leben
Leonhard Brockmann stammt aus einer Familie mit starker Verankerung im katholischen Glauben.
Nach dem Besuch der Volksschule machte er von 1950 bis 1953 eine Lehre als Schuhmacher. In den Folgejahren arbeitete er als Arbeiter und Laborant in der chemischen Industrie, bis er von 1968 bis 1969 eine Ausbildung beim Katholisch-Sozialen Institut in Bad Honnef machte. Anschließend arbeitete er in der Betriebsseelsorge der Diözese Mainz.
Seit 1955 war Leonhard Brockmann in der Katholischen Arbeitnehmer-Bewegung (KAB) aktiv. Er war Betriebsrat und Landesvorsitzender für den Christlichen Gewerkschaftsbund in Hessen.
Leonhard Brockmann war verheiratet und hatte drei Kinder.

## Politik
1961 trat Leonhard Brockmann in die CDU ein und engagierte sich in der Christlich-Demokratischen Arbeitnehmerschaft. Er hatte langjährig Kreisvorstandsämter in CDU und CDA inne.
Von 1972 bis 1981 war Leonhard Brockmann Mitglied im Gemeindeparlament von Eppertshausen und von 1981 bis 1985 im Gemeindevorstand.
Leonhard Brockmann war vom 1. Dezember 1974 bis zum 4. August 1983 und vom 6. Juni 1984 bis zum 4. April 1995 über sechs Wahlperioden lang Mitglied des Hessischen Landtags.
Seit 1981 war er Mitglied der Vertreterversammlung der AOK Darmstadt-Dieburg.

## Ehrungen
- Bundesverdienstkreuz am Bande (28. August 1986)[2]
- Bundesverdienstkreuz 1. Klasse (5. September 1995)[2]